# Cascastel-des-Corbières
Cascastel-des-Corbières település Franciaországban, Aude megyében. Lakosainak száma 216 fő (2022. január 1.). Cascastel-des-Corbières Albas, Durban-Corbières, Quintillan és Villeneuve-les-Corbières községekkel határos.

## Népesség
A település népességének változása:
| Lakosok száma | 268  | 214  | 204  | 207  | 227  | 227  | 221  | 224  | 223  | 216  |
|               | 1968 | 1982 | 1990 | 2006 | 2013 | 2015 | 2017 | 2019 | 2020 | 2022 |